# Čang Čchun-sien
Čang Čchun-sien (čínsky pchin-jinem Zhāng Chūnxián, znaky zjednodušené 张春贤, tradiční 張春賢; * 12. května 1953) je bývalý čínský komunistický politik, původně inženýr-strojař se vypracoval na ředitelské pozice v průmyslu a poté přešel do politiky. V letech 1998–2002 byl náměstkem ministra dopravy a poté tři roky ministrem. V letech 2005–2010 vedl chunanskou provinční organizaci Komunistické strany Číny, pak do roku 2016 působil jako tajemník sinťiangského oblastního výboru KS Číny. Současně byl členem vedení komunistické strany jako člen ústředního výboru (2002–2022) a politbyra (2012–2017). Na závěr kariéry zastával méně významnou funkci místopředsedy stálého výboru Všečínského shromáždění lidových zástupců (parlamentu, 2018–2023).

## Život
Čang Čchun-sien se narodil 12. května 1953 v okrese Jü-čou v centrální části provincie Che-nan. V letech 1970–1975 sloužil jako řadový voják v Čínské lidové osvobozenecké armádě, přitom v roce 1973 vstoupil do Komunistické strany Číny. Po návratu z armády pracoval v brigádě Tung-kuan v obci Čcheng-kuan v okrese Jü v Che-nanu. V letech 1976–1980 studoval strojírenskou výrobu na Severovýchodním institutu těžkého strojírenství. Následující dva roky byl technikem v 116. továrně Třetího ministerstva strojírenství. Poté pracoval v 10. konstrukčním a výzkumném ústavu ministerstva strojírenství, začal jako projektant, skončil jako náměstek ředitele ústavu. Roku 1991 přešel na ministerstvo kontroly jako zástupce vedoucího odboru pro strojírenský průmysl, už roku 1992 z ministerstva odešel do Národní společnosti potravinářských a balicích strojů, v níž byl náměstkem generálního ředitele a od roku 1993 generálním ředitelem.
Roku 1995 byl přeložen do provincie Jün-nan na místo pomocníka guvernéra provincie. Roku 1997 se vrátil do Pekingu a začal pracoval na ministerstvu dopravy, od roku 1998 jako náměstek ministra, od října 2002 do prosince 2005 byl ministrem dopravy. Na XVI. sjezdu KS Číny v listopadu 2002 byl zvolen členem ústředního výboru (znovuzvolen 2007, 2012 a 2017). V prosinci 2005 byl opět poslán do provincie, tentokrát byl zvolen tajemníkem chunanského provinčního výboru KS Číny, od ledna 2006 současně vykonával funkci předsedy chunanského provinčního lidového shromáždění (do září 2010). V dubnu 2010 přešel z Chu-nanu do Ujgurské autonomní oblasti Sin-ťiang, kde také vedl stranickou organizaci. V Ujgursku vystřídal Wang Le-čchüana odvolaného v souvislosti s nezvládnutím situace při protičínském pogromu v Urumči v červenci 2009. Čang Čchun-sien jako liberálnější politik měl za úkol uklidnit poměry v regionu, což se mu podařilo. Jako tajemník stranického výboru v Sin-ťiangu byl na XVIII. sjezdu KS Číny v listopadu 2012 zvolen členem politbyra.
Čang Čchun-sien byl počítán k politikům, které do vyšších funkcí vyzdvihl Ťiang Ce-min (generální tajemník ÚV KS Číny v letech 1989–2002), a aktuální vedení strany mělo zájem na převedení oblasti pod správu někoho „vlastního“. V srpnu 2016 byl Čang byl odvolán ze Sin-ťiangu a přeložen do centrálního stranického aparátu v Pekingu na formálně vysoké, ale politicky nepříliš významné, místo zástupce vedoucího ústřední skupiny pro výstavbu strany (kterým byl člen stálého výboru politbyra a výkonný tajemník sekretariátu ÚV Liou Jün-šan). V Sin-ťiangu ho nahradil Čchen Čchüan-kuo, předtím tajemník tibetské stranické organizace s reputací muže vládnoucího Tibetu tvrdou rukou. Politicky změna znamenala příklon Pekingu k přísnějšímu dohledu nad oblastí; z hlediska vnitrostranického soupeření byl Čchen počítán k lidem spojeným s premiérem Li Kche-čchiangem. Na XIX. sjezdu KS Číny v říjnu 2017 byl sice Čang znovuzvolen do ústředního výboru, ne však už do politbyra, čímž i formálně odešel z vrcholné politiky. V březnu 2018 byl pak zvolen místopředsedou stálého výboru Všečínského shromáždění lidových zástupců (parlamentu).
Na XX. sjezdu KS Číny v říjnu 2022 opustil ústřední výbor a po uplynutí funkčního období v březnu 2023 odešel z Všečínského shromáždění lidových zástupců do penze.